# هایدی بورگ
هایدی بورگ (انگلیسی: Heidi Burge؛ زادهٔ ۱۱ نوامبر ۱۹۷۱) بازیکن بسکتبال اهل ایالات متحده آمریکا است.
وی در مسابقات کشوری و بین‌المللی در مجموع برندهٔ ۱ مدال طلا شده‌است.